# Louis Greig
Pour les articles homonymes, voir Greig.
Pas d'image ? Cliquez ici

b Matchs officiels uniquement.
Sir Louis Leisler Greig, né le 17 novembre 1880 à Glasgow et mort le 1er mars 1953 dans le comté de Surrey, est un joueur de rugby écossais, évoluant avec l'Écosse comme demi d'ouverture.

## Biographie
Louis Greig est d'abord sélectionné pour la tournée en Afrique du Sud de 1903 des Lions britanniques, équipe conduite par l'Écossais Mark Morrison, il dispute trois test-matches comme centre. Il dispute son premier test match avec l'Écosse contre l'équipe de Nouvelle-Zélande de rugby à XV alors en tournée un match perdu 12-7 le 18 novembre 1905. Il dispute son dernier test match le 29 février 1908 contre l'Irlande.

## Palmarès
- Victoire et triple couronne en 1907.

## Statistiques

### En équipe d'Écosse
- 5 sélections pour l'Écosse
- Sélections par année : 1 en 1905, 1 en 1906, 1 en 1907, 2 en 1908
- Participation aux tournois britanniques en 1907, 1908

### Avec les Lions britanniques
- Afrique du Sud 1903, 3 sélections